# Difesa civile siriana
La difesa civile siriana (in arabo الدفاع المدني السوري‎?) è un'organizzazione umanitaria di protezione civile formatasi durante la guerra civile siriana, i cui membri sono comunemente noti con il nome di Caschi bianchi.

## Storia
La difesa civile siriana è nata nel 2013 per iniziativa dell'ex militare britannico James Le Mesurier, fondatore della ONG Mayday Rescue. Dal 2013 la difesa civile siriana invia i suoi volontari in Turchia, dove vengono addestrati con l'assistenza della ONG turca Akut a cercare tra le macerie, a estrarre i superstiti e al primo soccorso.
Debuttando con una sola ventina di individui, i caschi bianchi raggiungono le 2618 unità a giugno 2015 e superano le 3000 nell'estate 2016. È composta da volontari civili, insegnanti, fornai, ingegneri, studenti, parrucchieri, lavoratori e commercianti. Le donne hanno iniziato ad aggregarsi alla difesa civile siriana a partire dall'anno 2014. I caschi bianchi sostengono di aver salvato 62.000 vite dal 2013 a ottobre 2016 e di aver perso più di 145 uomini durante lo stesso periodo.
La difesa civile siriana è presente principalmente nelle zone controllate dai ribelli. Nonostante sia da loro richiesto, il regime siriano si rifiuta di lasciare entrare i caschi bianchi nelle zone controllate dal suo esercito. La difesa civile siriana non è presente nei territori controllati dallo Stato Islamico, con l'eccezione della città di al-Bab.
I caschi bianchi dichiarano neutralità nel conflitto e non portano armi. Sono tuttavia accusati dal regime siriano e dalla Russia di far parte della rivolta armata e sono obiettivo di attacchi aerei da parte di questi. Il 23 settembre 2016, ad Aleppo, tre dei quattro centri della difesa civile siriana sono stati bombardati dalle forze lealiste o russe, due dei quali sono stati messi fuori servizio.
Nel mese di settembre 2016 la difesa civile siriana, insieme ad altre 72 organizzazioni non governative, annuncia di sospendere la cooperazione con le Nazioni Unite, accusandole di manipolare gli sforzi umanitari a favore del regime di Bashar al-Assad.
Il 22 settembre 2016 viene assegnato ai caschi bianchi il Right Livelihood Award.